# Geissorhiza scillaris
Geissorhiza scillaris là một loài thực vật có hoa trong họ Diên vĩ. Loài này được A.Dietr. miêu tả khoa học đầu tiên năm 1833.